# Fargesia caduca
Fargesia caduca är en gräsart som beskrevs av Tong Pei Yi. Fargesia caduca ingår i släktet bergbambusläktet, och familjen gräs. Inga underarter finns listade i Catalogue of Life.